# Tintoretto
Tintoretto, phiên âm tiếng Ý: [tintoˈretto] (tên khai sinh Jacopo Comin, sinh cuối tháng 9 hoặc đầu tháng 10 năm 1518 – ngày 31 tháng 5 năm 1594) là một họa sĩ người Ý và một phần của trường phái Phục Hưng.  Vì năng lực vẽ tranh phi thường, ông đã được gọi là Il Furioso. 
Tác phẩm của ông được đặc trưng bởi các cơ thể cơ bắp, cử chỉ kịch tính, và sử dụng góc nhìn theo trường phái kiểu cách, trong khi duy trì màu sắc và ánh sáng điển hình của trường phái Venetian.

## Tranh vẽ

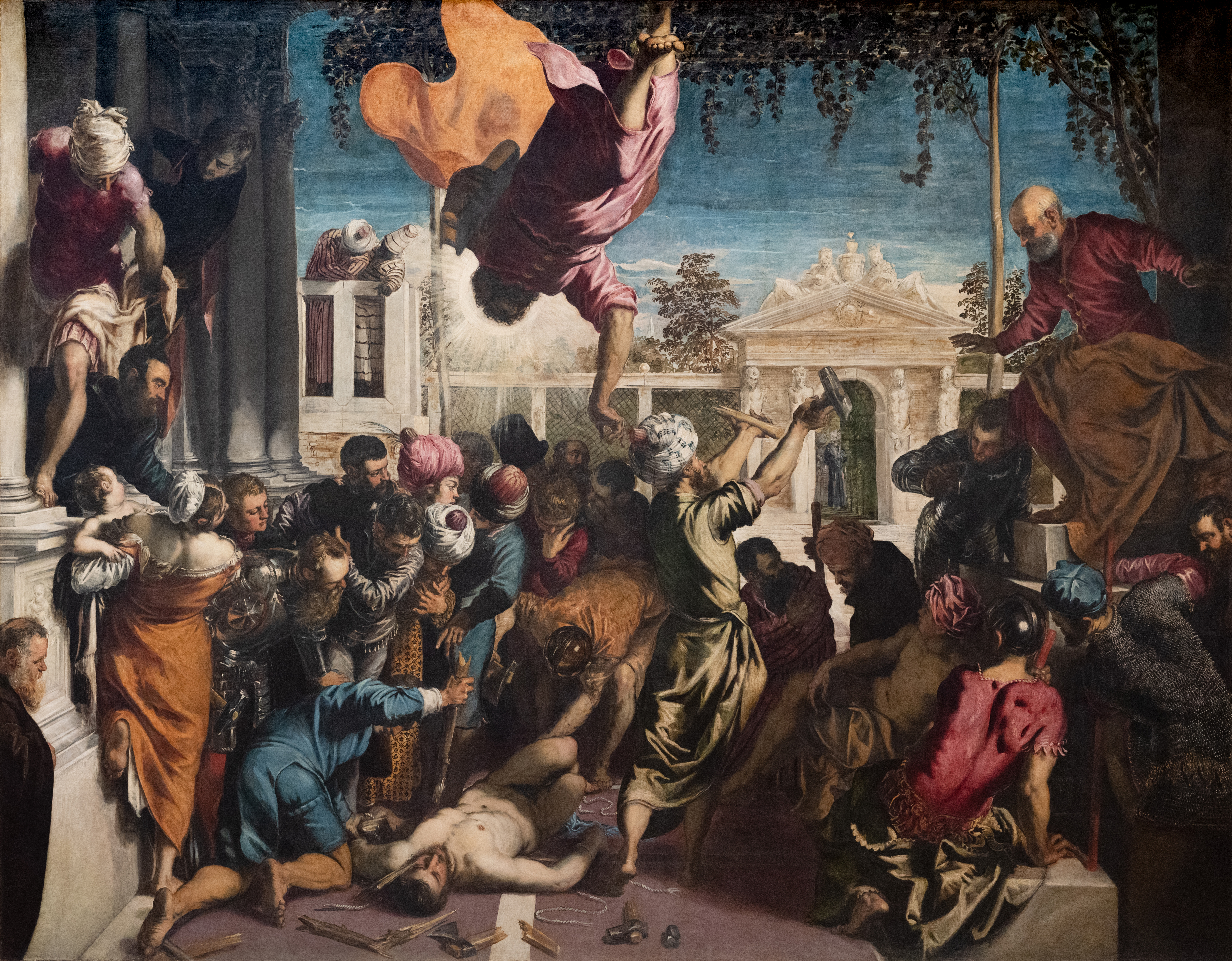
Phép màu của Nô lệ (còn được gọi là Phép màu của Thánh Mác, 1548)
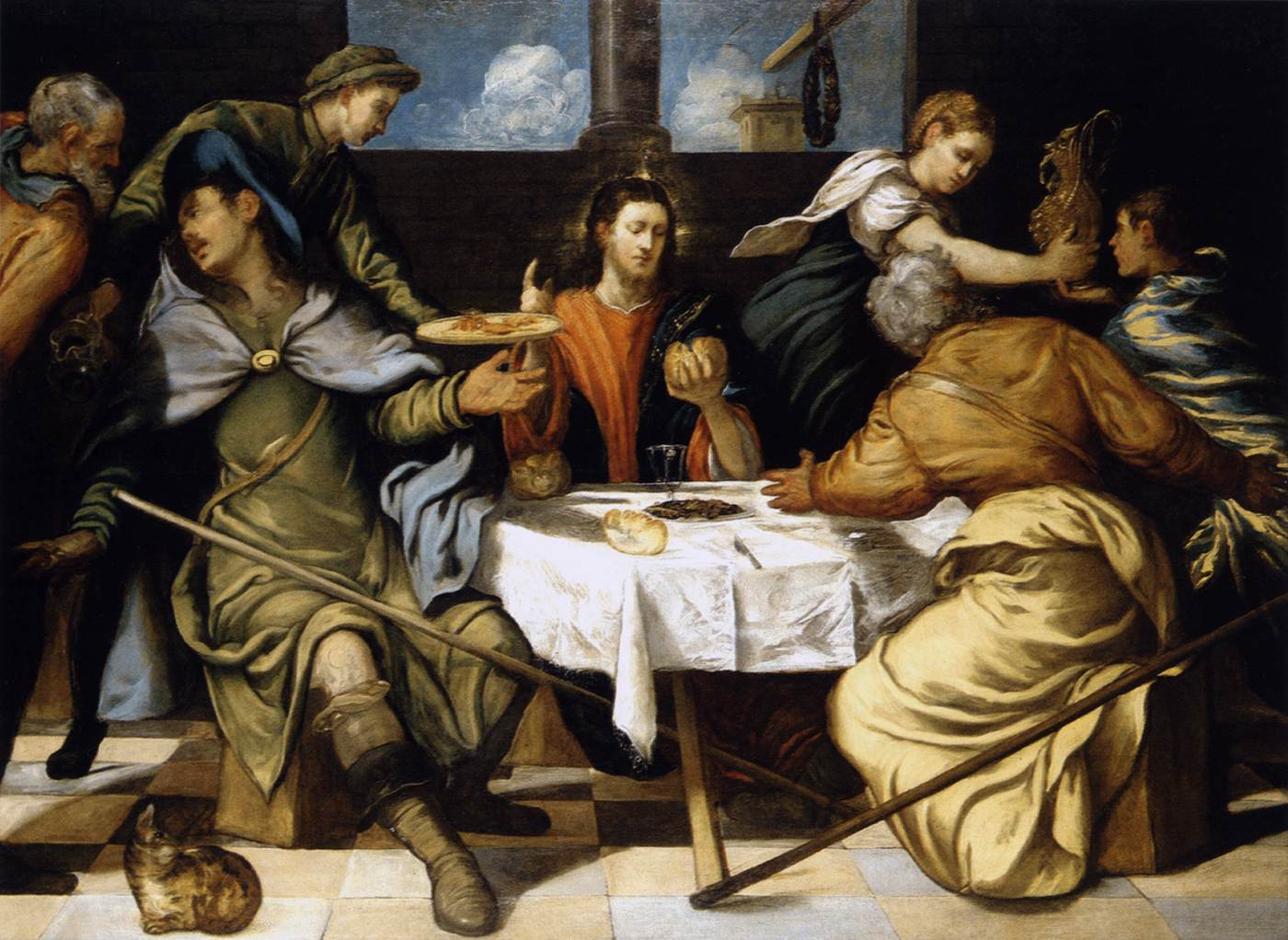
Bữa Tiệc  tại Emmaus (1542 or 1543)
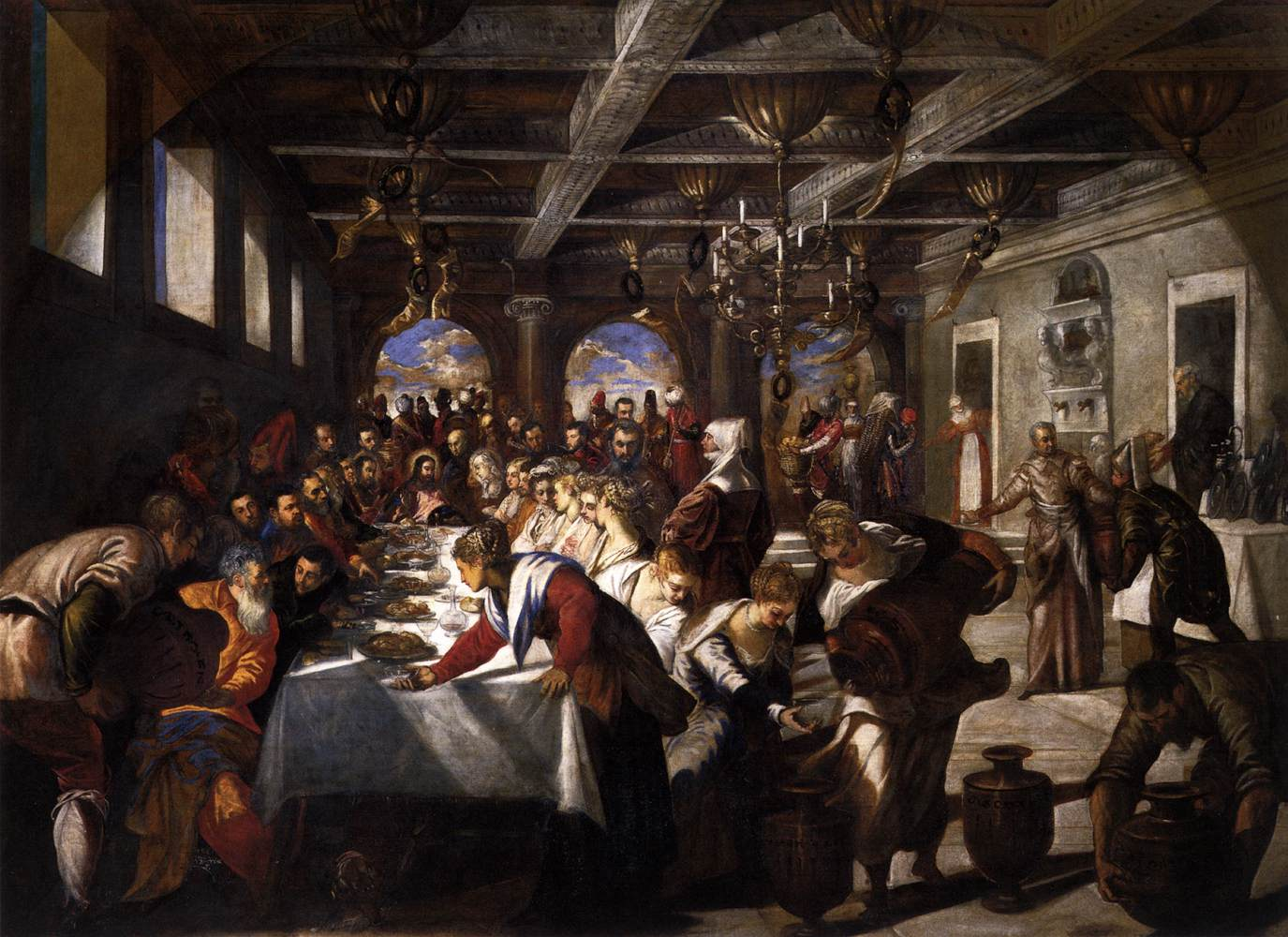
Tiệc cưới ở Cana (1561)
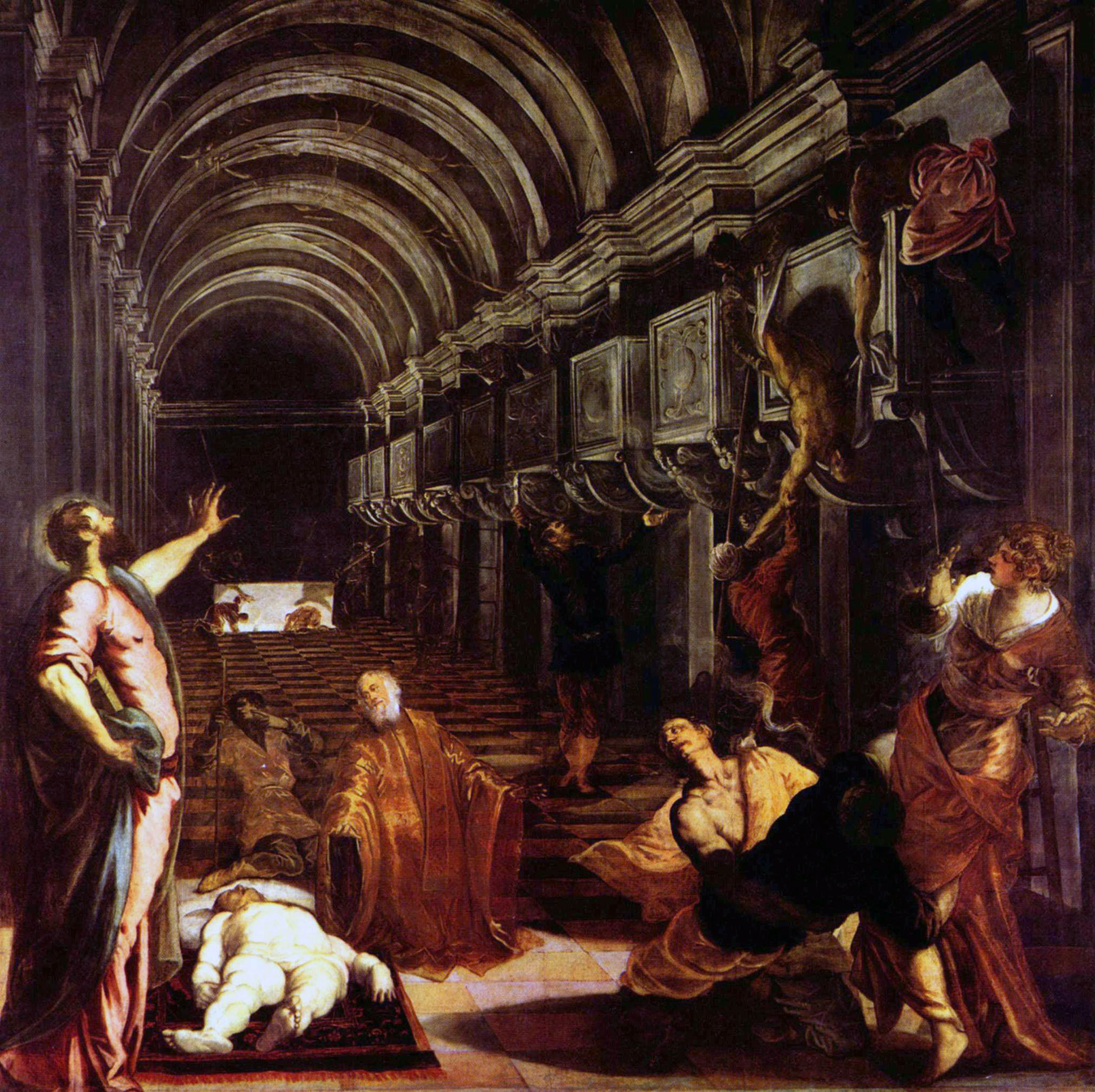
Tìm thấy Thi thể của Thánh Máccô (khoảng  1564), Pinacoteca di Brera
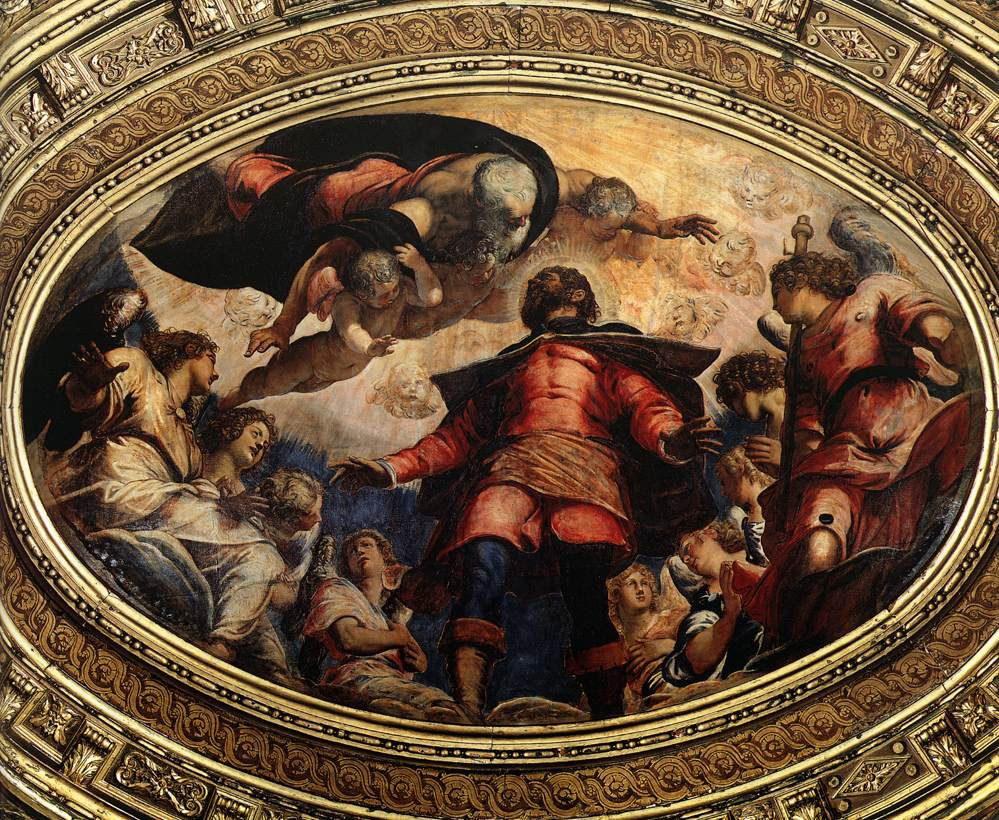
Sự tôn kính Thánh Roch (1564)
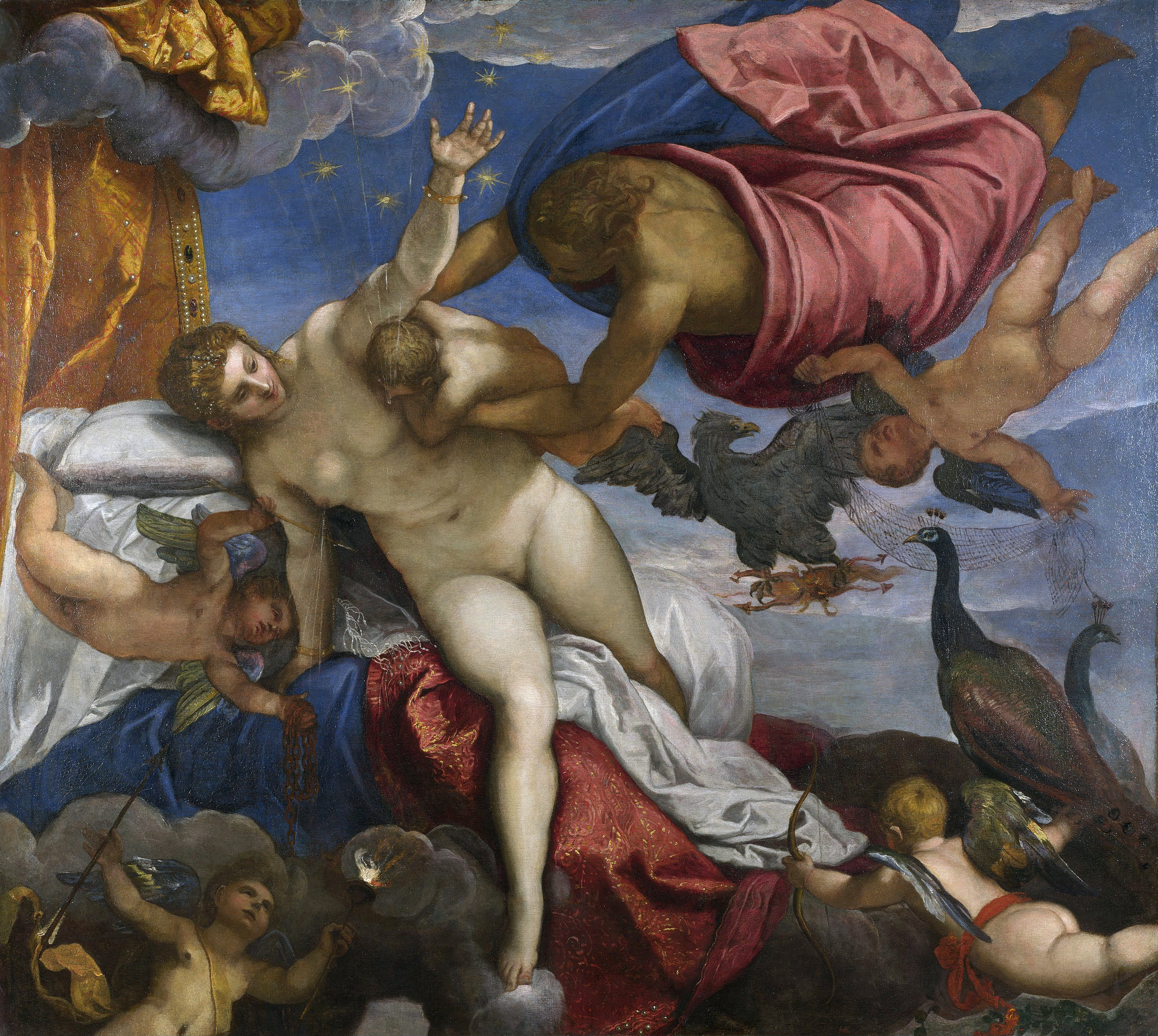
Nguồn gốc của Dải Ngân hà (1575)
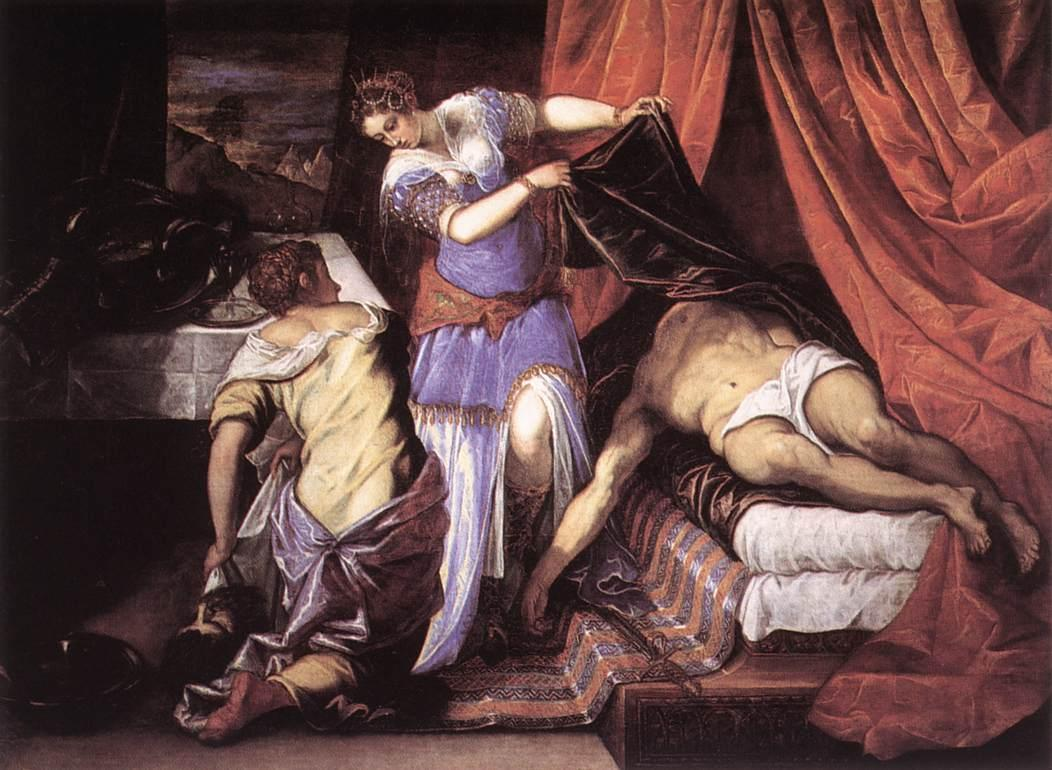
Judith chặt đầu Holoferness (c. 1577), Prado Museum
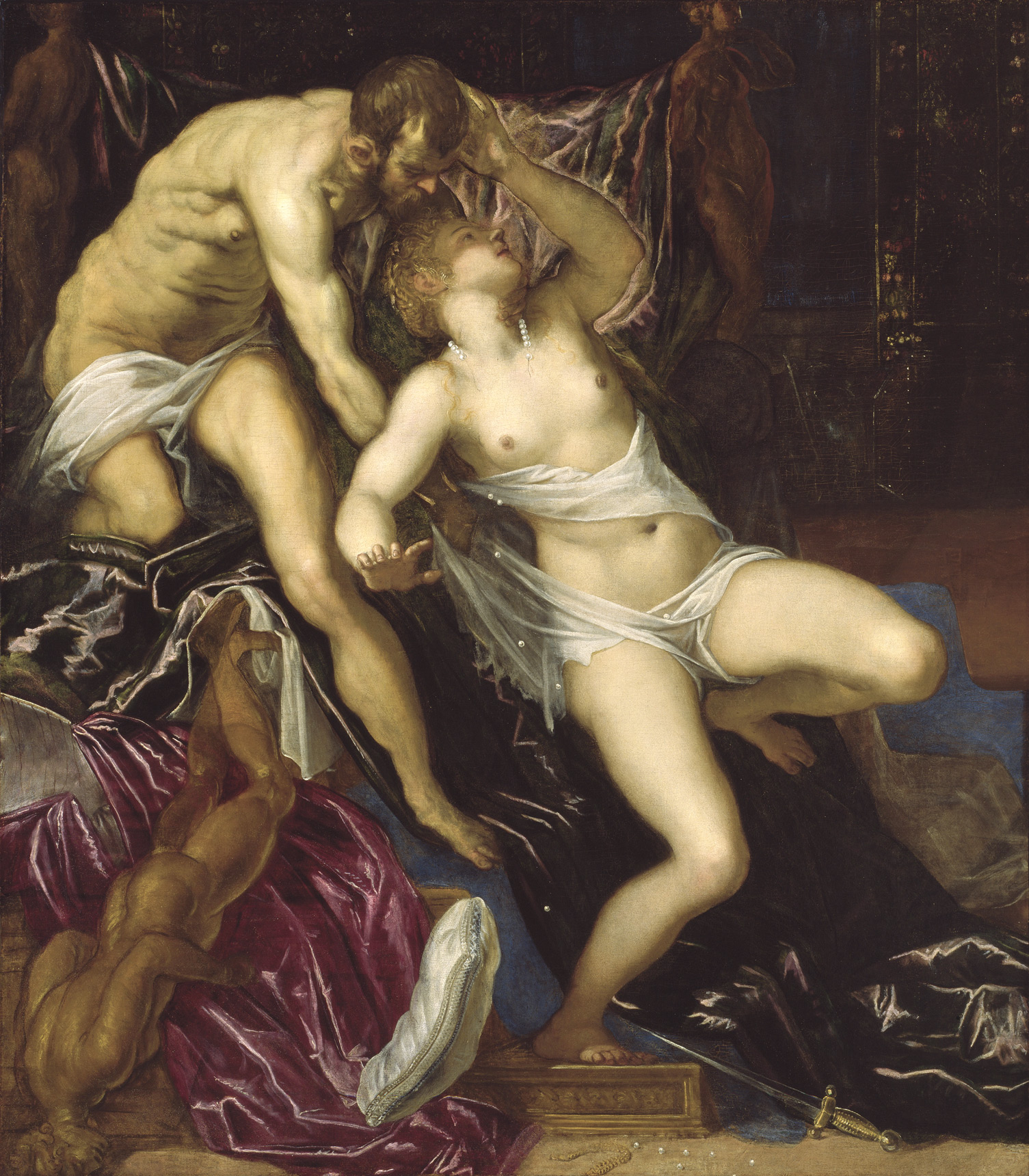
Tarquin và Lucretia (c. 1578), Art Institute of Chicago
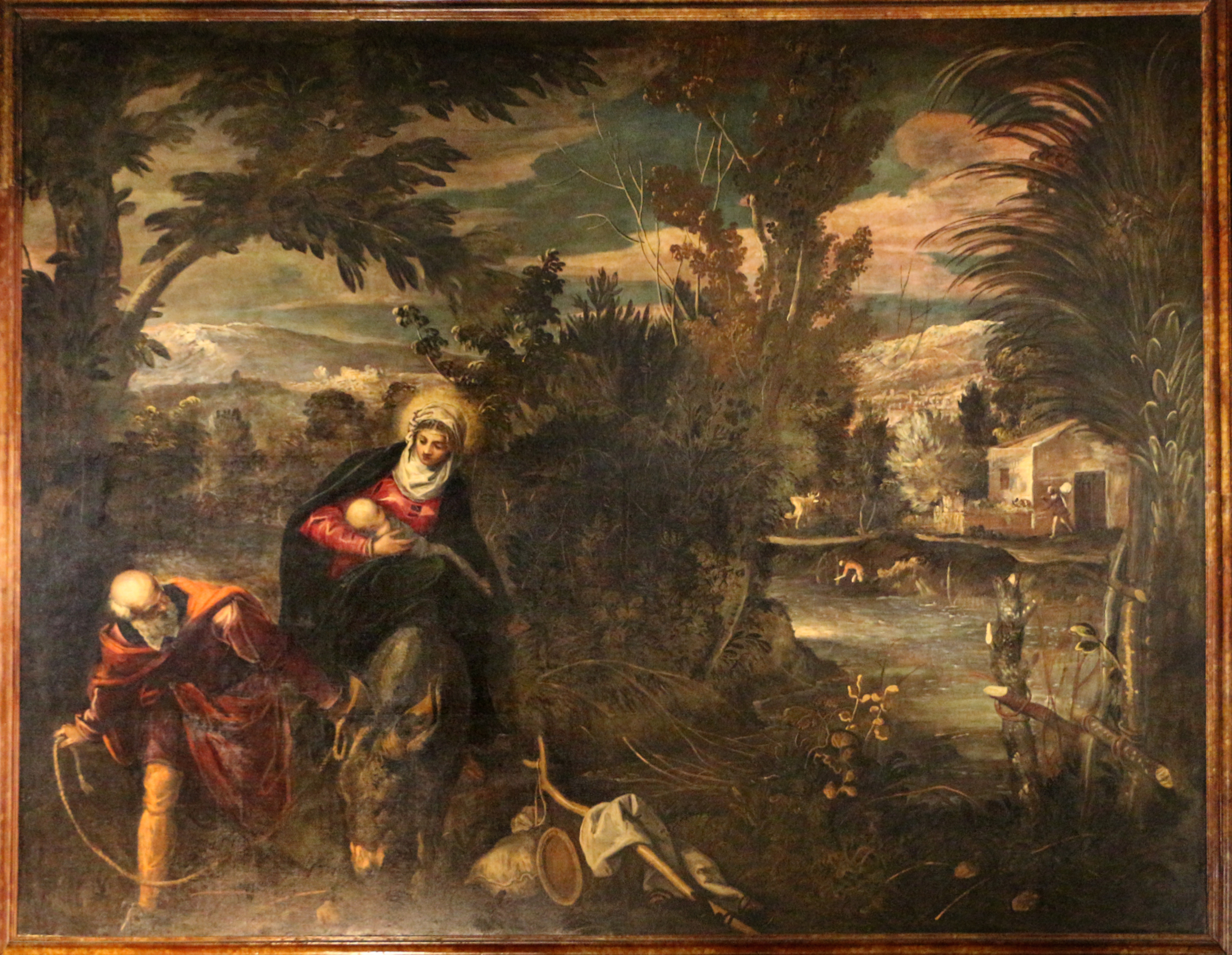
Trốn sang Ai Cập (khoảng  1582)
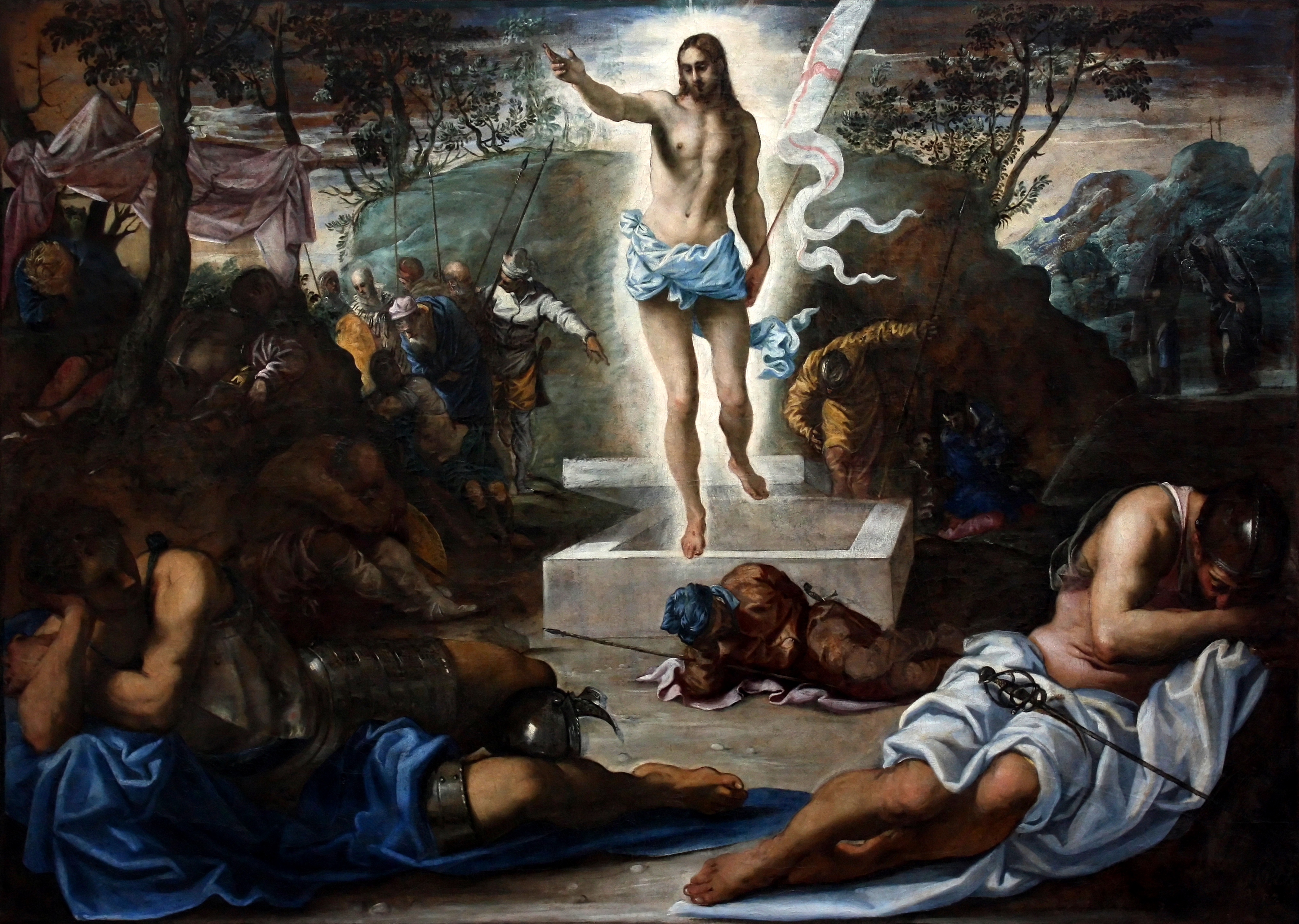
Sự phục sinh của Chúa
Thiên đàng